# 12 Korpus Armijny (ZSRR)
12 Korpus Armijny (ros. 12-й армейский корпус) – wyższy związek taktyczny Armii Radzieckiej z okresu zimnej wojny.

## Struktura organizacyjna
W 1991
- dowództwo
- 9 Dywizja Zmechanizowana[a]
- 291 Brygada Artylerii
- 99 Brygada Rakiet Operacyjno-Taktycznych
- 102 Brygada Rakiet Przeciwlotniczych
- 214 Brygada Inżynieryjna
- 162 pułk inżyniryjny
- 305 pułk inżynieryjny